# Aristide Frezza
Aristide Frezza (Capranica Prenestina, 1888 – Brihuega, 18 marzo 1937) è stato un militare italiano, decorato con la medaglia d'oro al valor militare alla memoria nel corso della guerra di Spagna.

## Biografia
Nacque a Capranica Prenestina, provincia di Roma, nel 1888, figlio di Gaetano. 
Arruolatosi volontario nel Regio Esercito all'età di diciassette anni nel 2º Reggimento bersaglieri partecipò alla campagna in Libia, durante la guerra italo-turca, con il grado di sergente maggiore nell'8º Reggimento bersaglieri. Promosso sottotenente in servizio permanente effettivo operò nel 1º Reggimento bersaglieri dal 1912, e divenne capitano nello stesso reggimento dall'ottobre 1915, in piena prima guerra mondiale. Rimpatriato in Italia a domanda nel settembre 1917, assunse il comando di una compagnia del XVIII Battaglione del 3º Reggimento bersaglieri, in linea tra il Piave e il Monfenera, e nel combattimento del 18 novembre rimase ben tre volte ferito. Promosso maggiore nel 152º Reggimento fanteria dal gennaio 1927 e tenente colonnello nel 151º Reggimento fanteria dal 1934, ottenne di partecipare alle operazioni militari nel corso della guerra di Spagna assumendo il comando del 1º Gruppo Banderas. Cadde in combattimento a Brihuega il 18 marzo 1937, e fu decorato con la medaglia d'oro al valor militare alla memoria. Una piazza di Capranica Prenestina porta il suo nome.

### Fonti
1. ↑  Gruppo Medaglie d'Oro al Valore Militare 1965, p. 223.
2. ↑  Combattenti Liberazione.
3. ↑   Medaglia d'oro al valor militare Frezza Aristide, su quirinale.it, Quirinale. URL consultato l'11 febbraio 2023.
4. ↑  Registrato alla Corte dei conti lì 15 novembre 1937, registro n. 38 guerra, foglio 255.
5. ↑  Gazzetta Ufficiale del Regno d'Italia n.43 del 21 febbraio 1936.